# Нор-Азнаберд
Нор-Азнаберд (вірм. Նոր Ազնաբերդ) — село в марзі Вайоц-Дзор, на півдні Вірменії. Село розташоване за 25 км на південь від міста Вайк та за 41 км на південний схід від міста Єхегнадзор. Нор-Азнаберд розташований у ущелині невеличкої річки, найближче село — Хндзорут розташоване за 1 км на північний захід, а за 2 км на південь розташований Нахіджеван, який підконтрольний Азербайджану.